# Proyecto Especial de Control y Reducción de Cultivos Ilegales en el Alto Huallaga

## Generalidades

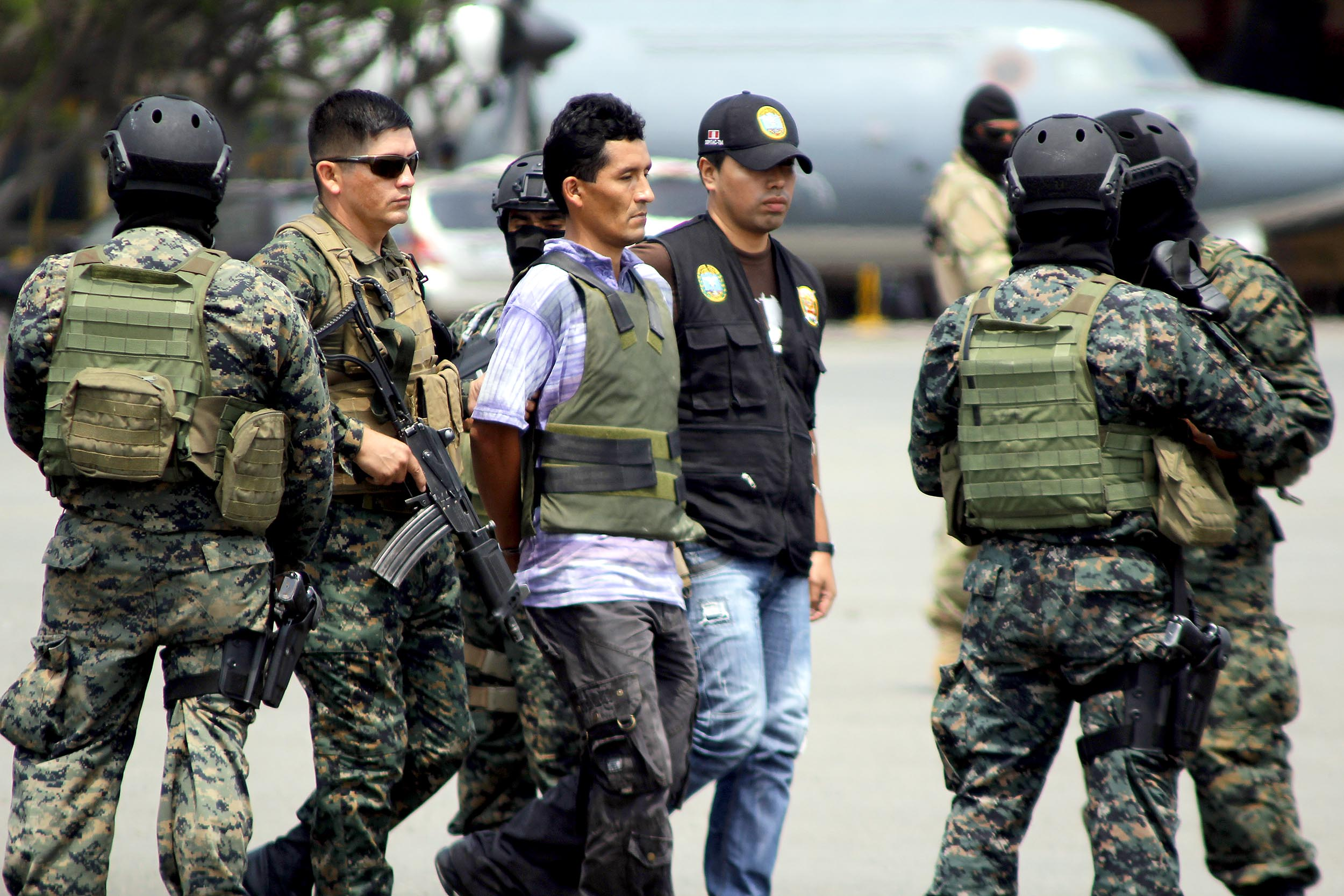
Captura de cabecillas narcoterroristas en el Alto Huallaga.

El Proyecto Especial de Control y Reducción de Cultivos Ilegales en el Alto Huallaga, conocido también con las siglas CORAH o Proyecto Corah, es un plan organizado que realiza acciones de interdicción aérea en la producción de droga, la reducción de hoja de coca y de los laboratorios usados por el narcotráfico en el Perú para procesar cocaína. Está integrado por el ejército que han ayudado a la destrucción de 100.000 hectáreas de coca desde su implementación, convirtiéndose en la principal amenaza de los cocaleros peruanos que provocaron la huelga de Aguaytía en agosto de 2010. Está administrado por Linares Ripalda, Jefe de la Policía Antidrogas del Alto Huallaga, y el Ministerio del Interior.

## Origen
El Estado Peruano desde que obtuvo conocimiento de los constantes cultivos coca en el territorio nacional, busca erradicarlos y los concibe como una de sus acciones de política pública del control de drogas. En el año 1970 se aprobó la normativa que suprime el tráfico y comercialización de drogas, desde ese momento se ejecutan diversas actividades de erradicación en zonas cocaleras como Cuzco, San Martin y Huánuco, a excepción de los cultivos ubicados en los departamentos de Ayacucho, Cusco y Junín, que pertenecen al VRAEM y que nunca fueron parte de estas medidas de control.
Posteriormente, durante el 2006 al 2009 se elaboraron documentos para intervenir en esta zona tan peligrosa, estas actividades siempre tenían la intervención del Ministerio de Cultura y el Comando Conjunto de las Fuerzas Armadas, pero solo quedaron como documentos de carácter declarativo bajo un ideal altruista. Esto cambió en el 2013, cuando el CORAH influenciado por la Comisión Nacional para el Desarrollo y Vida sin Drogas (DEVIDA) de la Presidencia del Consejo de Ministros, promovieron una movilización inmediata de profesionales agrícolas y policías a esta zona; asimismo, el gobierno peruano destina fondo para reducir el espacio cocalero en el país.

## Funciones
1. Los espacios de cultivos ilegales de coca deben ser ubicados y verificados, para así, proponer planes operativos específicos.
2. Las medidas y actividades de reducción de espacios cocaleros ilegales en el territorio nacional se proyectan, planean, ejecutan y controlan con responsabilidad social.
3. Se informan los estados financieros sobre el aporte del gobierno peruano a la Comisión Nacional para el Desarrollo y Vida sin Drogas - DEVIDA.
4. Se coordinan con las instituciones comprometidas en la reducción del espacio cocalero ilegal a nivel nacional e internacional, en especial con la Sección de Asuntos Antinarcóticos y Aplicación de la Ley - SAAL de la Embajada de Estados Unidos de América

## Resultados hasta el año 2024
Las labores de erradicación de cultivos de coca en el Perú se realizan con mayor amplitud en las regiones de Huánuco, Puno y Ucayali; a inicios del 2022, el Proyecto Especial CORAH erradicó más de 4000 hectáreas de coca en primeros meses de trabajo. Hasta fines del 2023 se erradicó un total de 16 049.93 hectáreas de sembríos ilegales de hoja de coca; de esta forma se impidió la producción de más de 150 toneladas de clorhidrato de cocaína y se destruyeron ocho laboratorios rústicos de droga, estas acciones forman parte del Plan Anual de Reducción del Espacio Cocalero Ilegal: Promoviendo la Sostenibilidad Ambiental y Social en el Perú 2023, aprobada por el Ministerio del Interior en el marco de la "Política Nacional contra las Drogas al 2030".